# Hard Wax
Koordinaten: 52° 29′ 47,9″ N, 13° 25′ 15,2″ O
Das Hard Wax ist ein Schallplattenladen für elektronische Musik und Reggae/Dub und später auch Dubstep im Berliner Ortsteil Kreuzberg. Er ist einer der ältesten sortierten Plattenläden auf dem Gebiet der elektronischen Musik und gilt als bedeutender Kommunikationspunkt der internationalen Technoszene. Zudem wird ihm nachgesagt, in den frühen 1990er Jahren maßgeblich an der Entwicklung der Technoszene beteiligt gewesen zu sein.

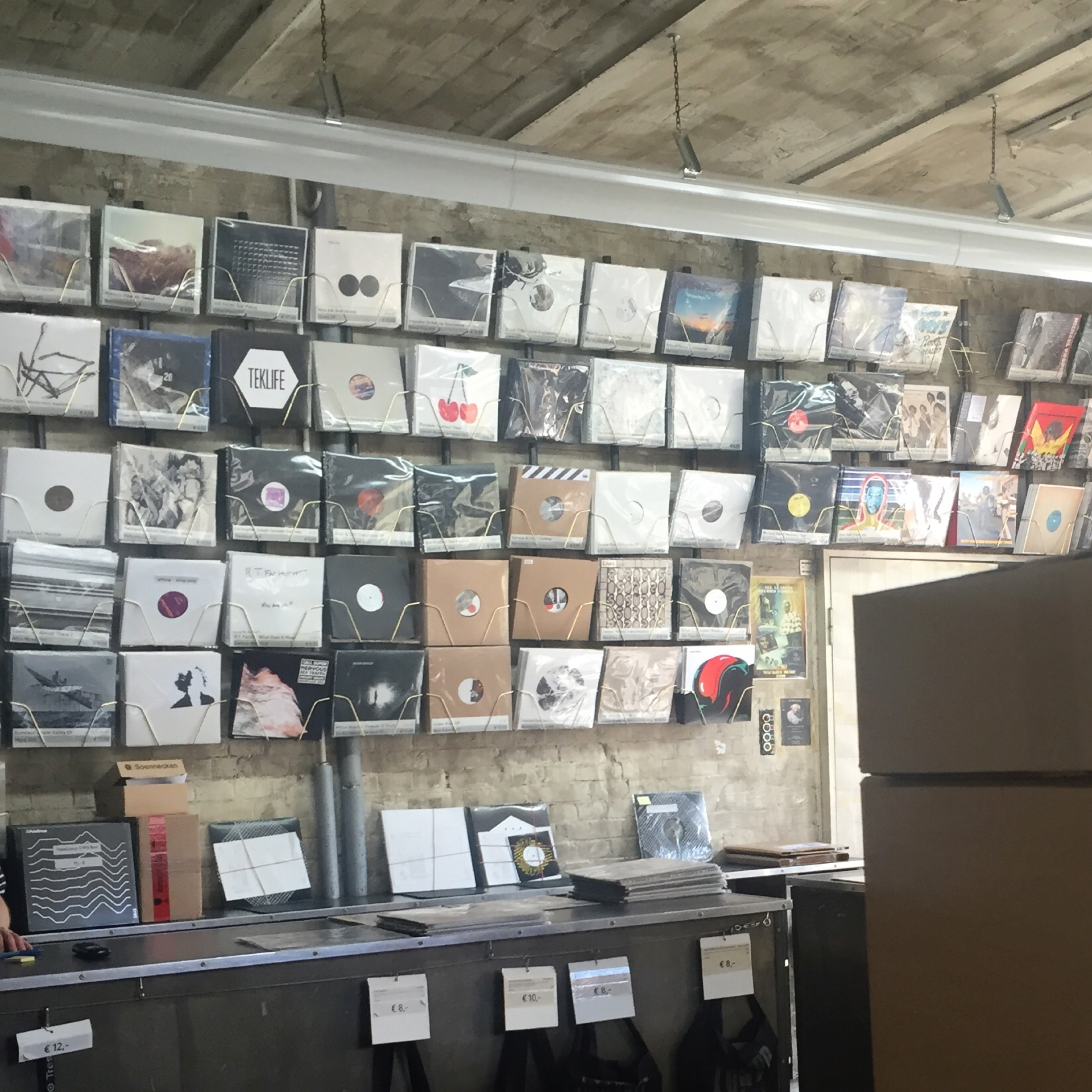
Schallplattenauslage im Hard Wax

Geleitet wird das Hard Wax von dem Musikproduzenten und Labelbetreiber Mark Ernestus. Es eröffnete im Dezember 1989 und befand sich zunächst gemeinsam mit dem Studio des Labels Basic Channel im Erdgeschossladen eines Wohnhauses der Reichenberger Straße. 1996 zog der Laden in das dritte Geschoss einer Fabriketage in einen Hinterhof am Paul-Lincke-Ufer. Zu den Mitarbeitern gehörten zeitweise DJs und Musiker wie DJ Hell, Torsten Pröfrock, Marcel Dettmann, Modeselektor, DJ Rok, Gabriele „Mo“ Loschelder, René Pawlowitz oder Electric Indigo, die von 1993 bis 1996 für den Vertrieb zuständig war. Ab 1994 gab es für einige Jahre eine Filiale des Ladens in Saarbrücken.
Wie beispielsweise auch der Club Tresor pflegte das Hard Wax von Beginn an einen ständigen Austausch mit Musikern des Detroit Techno, welche sich musikalisch wiederum stark an europäischen Stilrichtungen orientieren, und ist somit eine zentrale Einrichtung der sogenannten „Berlin-Detroit-Achse“. Neben dem Mailorder-Geschäft mit Schallplatten werden auch online digitale Formate angeboten. 50 Prozent des Geschäftes liefen im Jahr 2009 über den Mailorder-Versand.